# Perus fodboldlandshold
Perus fodboldlandshold er det nationale fodboldhold i Peru, og repræsenterer landet ved internationale turneringer. Holdet har fem gange, i 1930, 1970, 1978 og 1982, 2018 deltaget ved VM i fodbold, med en kvartfinaleplads i 1970 som det bedste resultat. I Copa América har holdet deltaget 34 gange, og to gange er det blevet til sejr, i 1939 og 1975. Han vandt også guldmedaljen ved de bolivariske lege i 1938, 1947, 1961, 1973 og 1981.
Det peruvianske landshold spiller sine hjemmekampe på nationalstadionet, der ligger i landets hovedstad, Lima.